# Девале, Сибен
Сибен Девале (нидерл. Sieben Dewaele; родился 2 февраля 1999 года, Кортрейк) — бельгийский футболист, полузащитник клуба «Остенде».

## Клубная карьера
Девале — воспитанник клуба «Андерлехт». 4 августа 2019 года в матче против «Мускрон-Перювельз» он дебютировал в Жюпиле лиге.
В июле 2020 года перешёл на правах аренды в нидерландский «Херенвен».